# 놈코어

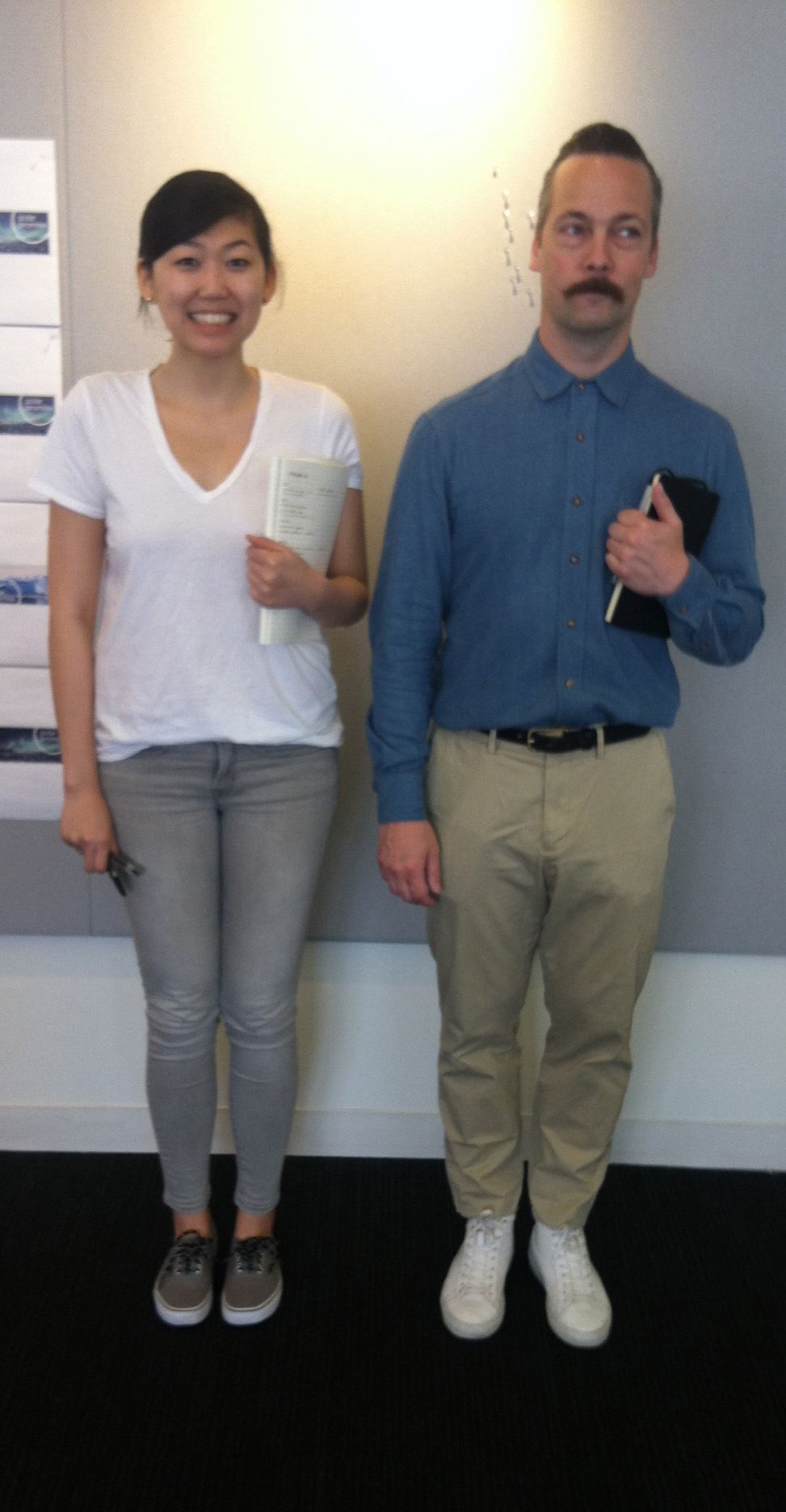
놈코어 의상의 예시

놈코어(Normcore)는 소박하고 평범해 보이는 옷차림을 특징으로 하는 유니섹스 패션 트렌드이다. 놈코어 패션에는 청바지, 티셔츠, 스웨트 셔츠, 버튼 다운 셔츠, 운동화 등이 포함된다.

## 역사
"놈코어"라는 단어는 2008년 라이언 에스트라다가 웹 만화 "템플러, 애리조나"(Templar, Arizona)에 게스트로 참여한 에피소드에서 처음 등장하였다.
2013년, 트렌드 예측 그룹 K-HOLE이 《청년 모드: 자유에 관한 보고서》(Youth Mode: A Report on Freedom)라는 제목의 보고서에서 이 단어를 사용하였다. K-HOLE이 사용한 이 단어는 드레스 코드가 아닌 태도를 의미한다. 이는 "특별할 것 없음에서 해방감을 찾는 것"을 뜻하였다.
2014년, 피오나 던컨(Fiona Duncan)이 쓴 뉴욕 매거진의 기사에서는 눈에 띄지 않기 위해 중립적인 옷차림을 하는 것을 의미하는 K-HOLE의 "액팅베이직"(ActingBasic) 개념과 놈코어를 혼동하였다. 이러한 놈코어에 대한 오해가 대중적으로 사용되었다. 같은 해, 옥스퍼드 대학교 출판부에서 "놈코어"를 올해의 신조어 부문 2위로 선정하였다.
2016년에는 AP 스타일북에 이 단어가 추가되었다.

## 패션
놈코어 패션을 입는 사람들은 옷을 통해 다른 사람들과 구별되기를 원하지 않는다. 이는 그들이 가장 편한 옷을 입는 맵시 없는 사람들이라는 의미가 아니라, 오히려 기능적이고 특별할 것 없는 옷을 의식적으로 선택한다는 것을 의미한다. "놈코어" 트렌드는 끊임없이 변화하는 패션 트렌드에 대한 반응으로 해석되었는데, 놈코어 의상은 일반적으로 시대를 초월하고 트렌드에 영향을 받지 않는 것으로 여겨지기 때문이다. 놈코어 의상은 남녀공용이며, 주로 후디, 티셔츠, 폴로 셔츠, 반팔 단추 셔츠, 스웨트 팬츠, 치노 팬츠, 청바지, 반바지, 운동화 등과 같은 캐주얼 아이템이다. 정장 재킷, 넥타이, 블라우스, 부츠, 구두 등의 아이템은 피한다.
시트콤 "사인필드"(Seinfeld, 1989년 ~ 1998년)의 등장인물은 놈코어 패션의 미학과 정신을 보여주는 대표적인 예로 자주 언급된다. "놈코어"에 부합하는 옷들은 주로 갭, 잭 앤 존스, 유니클로, 직소, 에스프리 등과 같은 대형 패션 및 유통 체인에서 판매된다. 이러한 옷들은 일반적으로 동아시아 국가에서 저렴하게 생산된다. 마크 오폴로, 울리치, 데시구알, 클로즈드, 스카치 앤 소다 등 다른 많은 소매업체들은 개별 디자인 아이디어와 결합된 놈코어 스타일의 옷을 생산한다.

## 메노코어
"메노코어"(menocore)라는 폐경기(menopause)에서 유래한 여성을 위한 이 개념의 변형이 있다. 이는 대개 밝거나 중성적인 색상의 헐렁하고 편안한 옷으로, 격식을 차리지 않는 다양한 사회적 상황에 어울린다. 이 스타일은 착용자가 성숙하고 자신감 있으며 남성의 관심을 구하지 않는다는 것을 시사한다. 이런 스타일의 의상과 연관된 디자이너 브랜드로는 아일린 피셔, 제이 질, 도나 캐런 등이 있다.
칼럼니스트 사라 타티아나 번스타인(Sara Tatyana Bernstein)은 이 스타일이 착용자가 여가 시간과 부를 가지고 있다는 것을 암시하는 계층적 함의를 준다고 하였다. 또한 이는 중년 이상의 여성으로서 더 이상 정장 차림을 요구하는 직업이 필요하지 않을 만큼 이미 충분히 부유한 여성의 스타일로 고정관념화될 수 있다고 하였다. 이 스타일은 고정관념 밖의 여성이 채택할 수도 있는데, 그들이 결국에는 나이 든 부유한 여성들이 누리는 경제적 안정과 여가, 다른 라이프스타일 요소들을 얻고 싶어 함을 암시하는 열망의 스타일로서 그러하다.

## 같이 보기
- 안티패션
- 플레인 드레스